# 숲들쥐
숲들쥐(학명: Myodes rutilus)는 비단털쥐과에 속하는 설치류의 일종이다. 알라스카와 캐나다 북부 지역, 스칸디나비아에서 발견되는 작고 가냘픈 밭쥐류이다.

## 같이 보기
- 한국의 포유동물